# José de los Sagrados Corazones
José Estalayo García (San Martín de Perapertú, 17 de marzo de 1915-Manzanares, 23 de julio de 1936), más conocido por su nombre religioso José de los Sagrados Corazones, fue un religioso pasionista español, fusilado en 1936 en tiempos de la persecución religiosa que estalló en España, durante la guerra civil. Es venerado como beato y mártir en la Iglesia católica.

## Biografía
José Estalayo García ingresó a la Congregación de la Pasión, en el convento de Zaragoza, en 1928. Hizo su noviciado Corella (Navarra) en 1932 y profesó sus primeros votos el 29 de octubre de 1933. Fue fusilado el 23 de julio de 1936, en Manzanares, por milicianos del bando republicano, en el contexto de persecución religiosa que se desató durante la Guerra Civil de España, junto a otros cinco compañeros pasionistas Nicéforo de Jesús y María, Epifanio de San Miguel, Abilio de la Cruz, Zacarías del Santísimo Sacramento y Fulgencio del Corazón de María.

## Culto
Terminada la guerra, entre abril y mayo de 1939, los restos de los seis mártires fueron localizados. En 1942 fueron exhumados, llevados a Daimiel e introducidos en la cripta de la iglesia de los pasionistas.
José de los Sagrados Corazones fue beatificado por el papa Juan Pablo II el 1 de octubre de 1989, junto a otros 25 mártires pasionistas de España del siglo XX, en la ceremonia llevada a cabo en la Plaza de San Pedro de la Ciudad del Vaticano. Su fiesta se celebra el 6 de noviembre y sus reliquias se veneran en el Santuario del Cristo de la Luz de Daimiel, Ciudad Real, debajo del camarín de dicho Cristo. En el Santuario de Santa Gema Galgani de Barcelona se le ha dedicado un altar a estos veintiséis mártires de Daimiel.